# ماريا لايلي
ماريا لايلي (بالإنجليزية: Maria Lyle) هي منافسة ألعاب القوى بريطانية، ولدت في 14 فبراير 2000 في دنبار في المملكة المتحدة.